# 마탄의 사수
마탄의 사수(魔彈-射手, 독일어: Der Freischütz, 영어: The Marksman, The Freeshooter)는 요한 프리드리히 킨트의 대본에 기초한 카를 마리아 폰 베버의 3막짜리 오페라다. 이 작품은 첫 번째로 중요한 독일 낭만 오페라로 여겨진다.

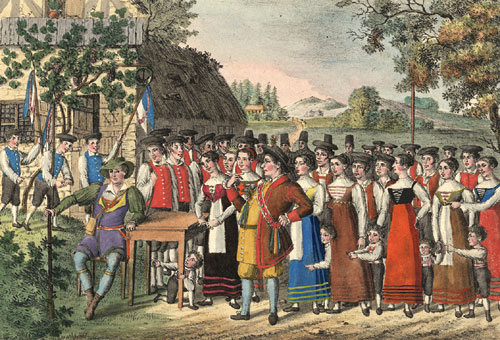
1822년 "마탄의 사수" 일러스트레이션, 시작 장면의 막스와 킬리안

## 배역
- 오토카르, 보헤미아의 영주 (바리톤).
- 쿠노, 산림관 (베이스).
- 아가테, 쿠노의 딸 (소프라노).
- 엔헨, 아가타의 친구,어린 사촌.
- 카스파르, 사냥꾼 (베이스)
- 막스, 사냥꾼 (테너).
- 자미엘, 악마 (대사만 한다).
- 은자 (베이스).
- 킬리안, 부유한 농부 (테너).
- 신부 들러리들 (소프라노), 사냥꾼들, 하인들, 농민들, 악사들

## 줄거리

### 1막
축제로 떠들썩한 가운데 다들 농부인 킬리안이 잡은 사냥물에 축하를 보내고, 사냥꾼 막스를 조소한다.그러고 근래들어 불운으로 하나도 사냥한 것이 없던 막스는 화를 내고 킬리안에게 달려들지만, 산림관 쿠노 일행에 의해 곧 제지가 된다. 쿠노는 막스가 하나도 사냥하지 못했다는 것을 듣고, 크게 놀란다. 그는 원래 자신의 딸인 아가테를 그와 결혼시키고, 자신의 뒤를 잇게 하려고 생각하고 있었다. 그러나 오랜 관습에 따라 사격 경기에서 우승한 사람에게 산림관 지위를 물려주게 되어있었고, 사격 경기는 바로 그 다음날이었다. 막스와 아가테는 서로 사랑하는 사이이나, 만약 그가 시험에 통과하지 못하면, 그녀와의 결혼 역시 불가능하다. 막스는 절망에 빠지고, 이를 이용해 사냥꾼 카스파르가 그에게 전설로 내려오는 백발백중의 마법의 탄환을 만들자고 유혹한다.

## 악기 편성
피콜로2, 플루트2, 오보에2, 클라리넷2, 바순2, 호른4, 트럼펫2, 트롬본3, 팀파니, 글로켄슈필, 교회종, 현5부(제1·2바이올린, 비올라, 첼로, 더블베이스)
- 무대 위: 클라리넷, 호른2, 트럼펫, 바이올린(여러 명), 첼로(여러 명)